# 赤江·罗桑益西
赤江·罗桑益西，中华人民共和国政治人物。
担任达赖的副经师。1954年，当选第一届全国人民代表大会代表。1959年因支持西藏骚乱，被中国政府撤销代表资格。